# Angeville
Angeville è un comune francese di 246 abitanti (censiti nel 2018) situato nel dipartimento del Tarn e Garonna nella regione dell'Occitania.

## Società

### Evoluzione demografica
Abitanti censiti